# Purpur-Magnolie
Die Purpur-Magnolie (Magnolia liliiflora) ist ein laubabwerfender Strauch und stammt aus China. Diese Art aus der Gattung der Magnolien (Magnolia) wird verbreitet als Ziergehölz gepflanzt; besondere Bedeutung erlangte sie als ein Elternteil der bekannten Tulpen-Magnolie.

## Beschreibung

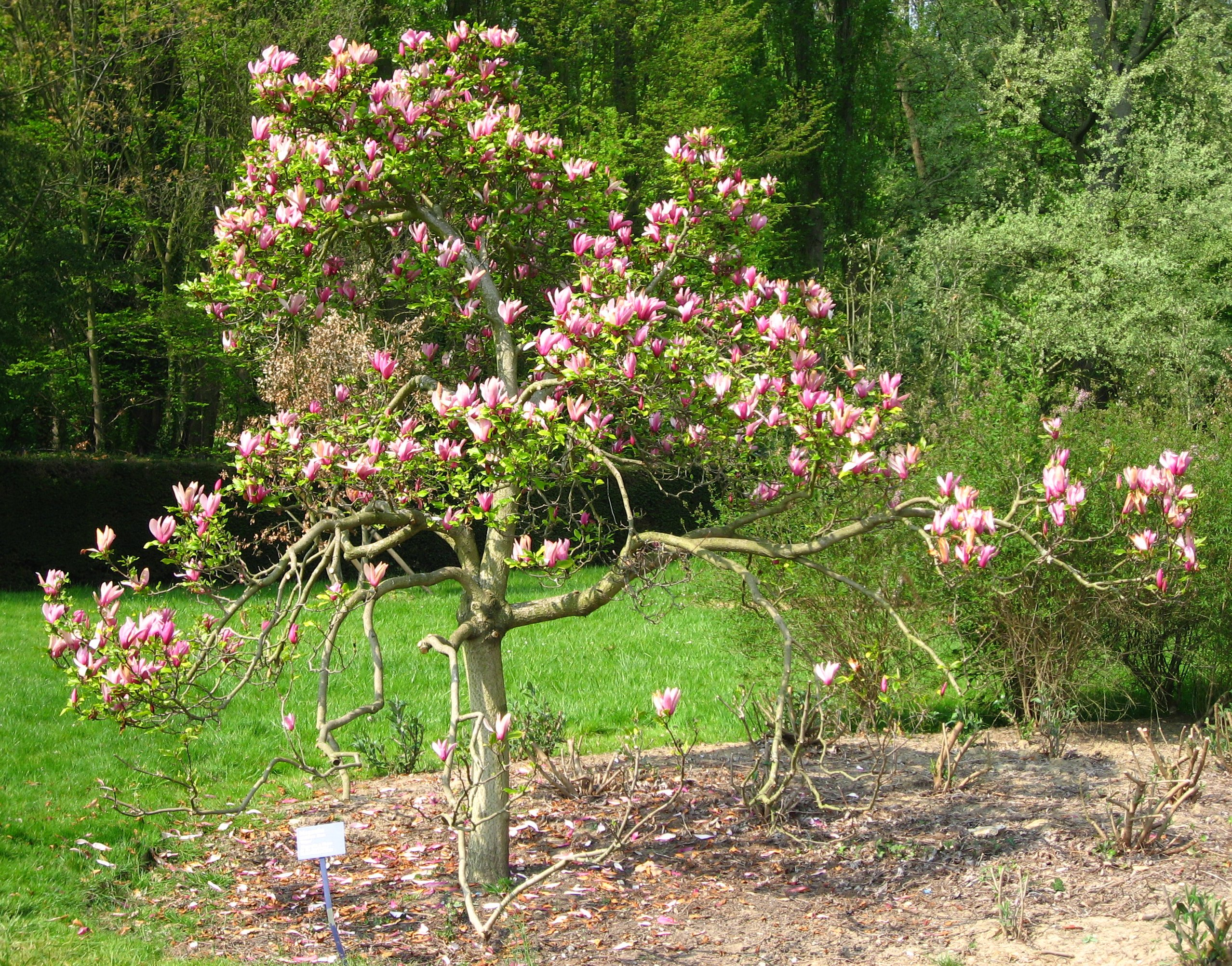
Habitus eines älteren Exemplars der Purpur-Magnolie

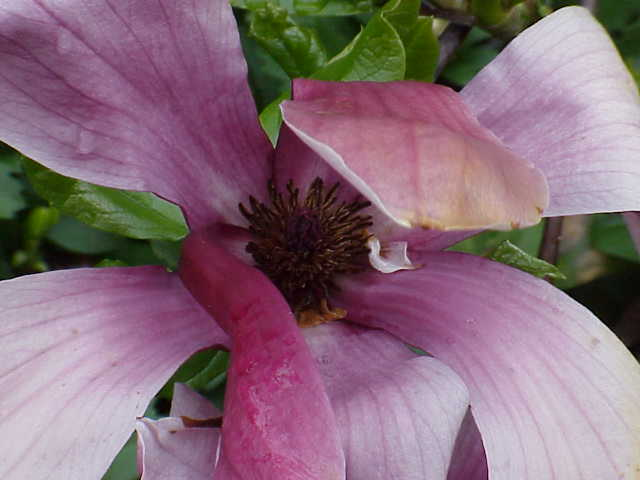
Detail einer Blüte der Purpur-Magnolie

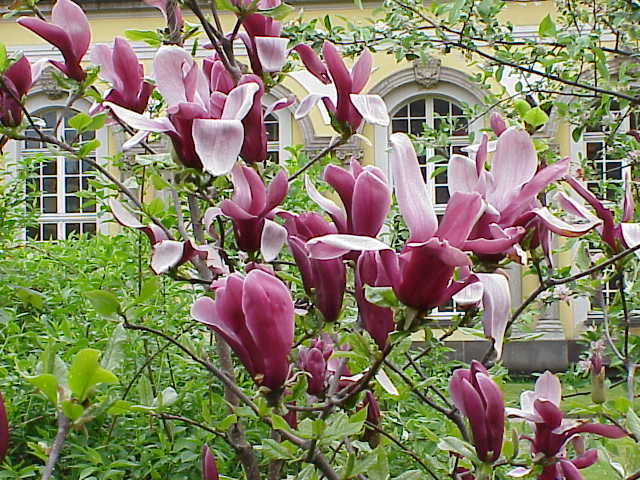
Blühender Zweig einer Purpur-Magnolie

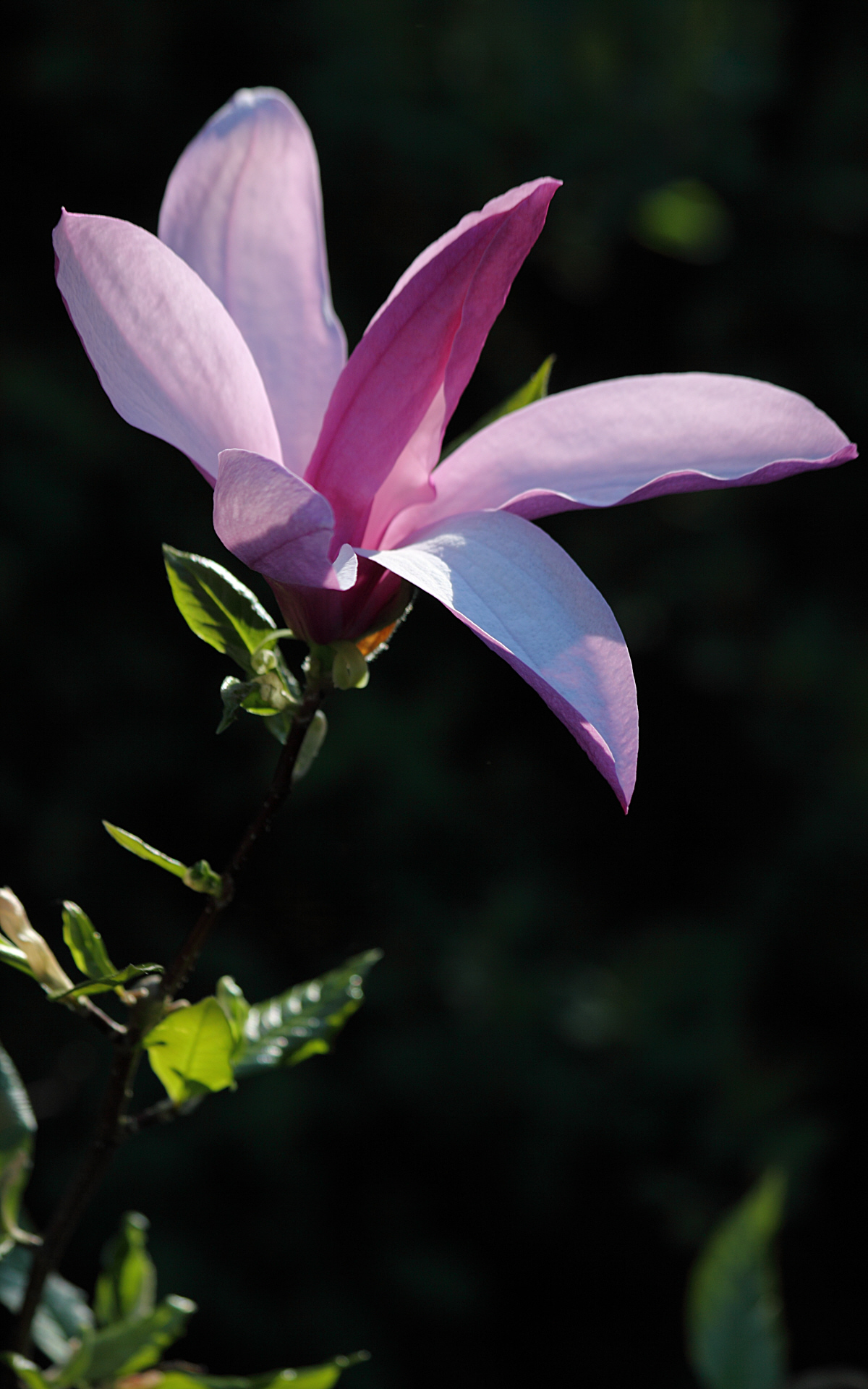
Aufblühende Purpur-Magnolie

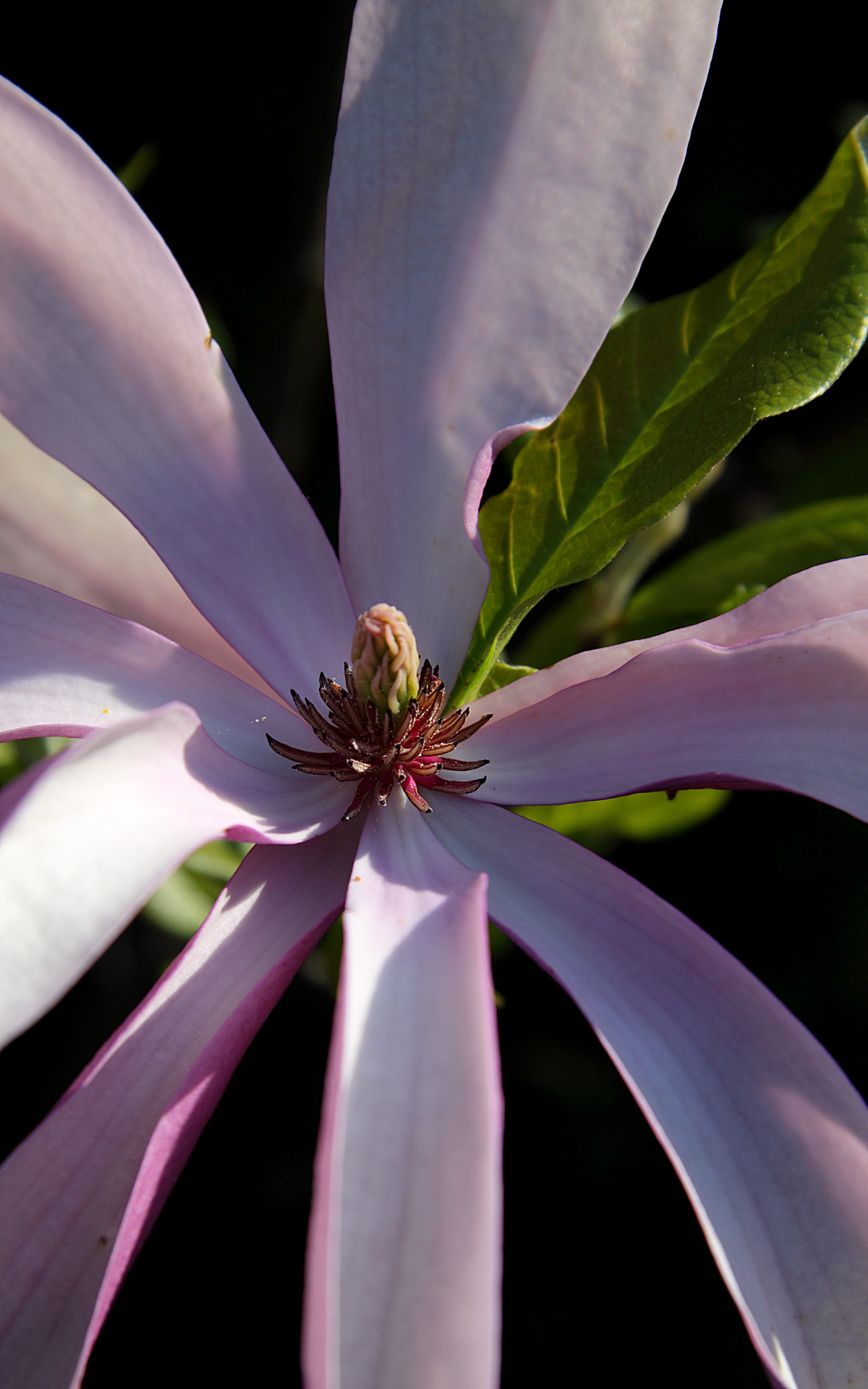
Purpur-Magnolienblüte

Die Purpur-Magnolie ist ein sommergrüner Strauch oder kleiner Baum, der etwa 5 Meter Wuchshöhe erreicht. Die Krone ist oft breit, der Stamm kurz und unregelmäßig gekrümmt. Die Zweige sind hellgrau bis braun und nicht behaart. Die graue Rinde bleibt auch an dickeren Stämmen glatt.
Die wechselständigen Laubblätter werden 10 bis 20 Zentimeter lang und 5 bis 10 Zentimeter breit. Die Blattform ist elliptisch bis verkehrt-eiförmig. Die Blattspitze ist zugespitzt, der Blattgrund keilförmig. Die Farbe der Blätter ist ein dunkles Grün, sie sind beidseits glatt, nur gelegentlich im Austrieb behaart. Der kurze Blattstiel misst etwa 1,5 Zentimeter.
Zusammen mit dem Laubaustrieb im Frühjahr erscheinen die leicht duftenden Blüten, über den Sommer verteilt kommt es zu einer leichten Nachblüte. Die Blüten entfalten sich aus einzeln an den Enden der Zweige stehenden Knospen und erreichen 10 bis 13 Zentimeter im Durchmesser. Eine einzelne Blüte besteht aus 9 (gelegentlich bis zu 18) violetten Tepalen, die auf der Innenseite heller gefärbt sind. Die äußeren drei Tepalen sind kleiner und grünlich überhaucht. Im Zentrum der Blüte befinden sich zahlreiche violett-rot gefärbte Staubblätter und zahlreiche Stempel.
Die entstehende zylindrische, bis 10 Zentimeter lange Sammelbalgfrucht ist zuerst dunkel-purpur bis später braun. Die Samen sind von einer roten Sarkotesta umgeben.
Die Chromosomenzahl beträgt 2n = 4x = 76, die Pflanzen sind tetraploid.

## Verbreitungsgebiet
Die Purpur-Magnolie stammt aus China. Einerseits wurde sie dort schon seit langer Zeit als Zierpflanze kultiviert und verbreitet, andererseits ihr natürlicher Lebensraum durch menschliche Landnutzung stark eingeschränkt. Ihre ursprüngliche Verbreitung ist unklar. Zahlreiche heutige Vorkommen stammen von kultivierten Pflanzen ab. Natürliche Vorkommen finden sich in den südlich-zentralen Provinzen Hubei und Yunnan, außerdem in Hunan und Fujian. Das Klima dieser Regionen ist subtropisch und humid. Aufgrund abnehmender Größe des Areals wird ihr Bestand als gefährdet eingestuft (VU A2c).

## Verwendung
Schon lange wird die Purpur-Magnolie als Ziergehölz in Ostasien gepflanzt. Im Jahr 1790 wurde sie vom Duke of Portland aus Japan nach England eingeführt. In Europa wurde sie schnell zu einem beliebten Zierstrauch, 1820 verwendete Soulange-Bodin sie als ein Elternteil der Tulpen-Magnolie (Magnolia × soulangeana). Auch heute noch ist sie im Handel erhältlich, vor allem die Sorte 'Nigra'.
Sorten der Purpur-Magnolie:
- 'Gracilis' – 1807 von Salisbury als Magnolia gracilis beschrieben, in allen Teilen kleiner als die Art.
- 'Holland Red' – Blüten gleichmäßig dunkelrot gefärbt und spät blühend.
- 'Mini Mouse' – eine neuere Sore (1970), in allen Teilen kleiner als die Art.
- 'Nigra' – schon 1861 von Veitch benannt, spricht die Original-Beschreibung von innen und außen gleichermaßen violetten Blütenblättern. Die heute unter diesem Namen verkauften Pflanzen entsprechen dem oft nicht.

Hybriden mit der Purpur-Magnolie:
- Magnolia acuminata × Magnolia liliiflora = Magnolia × brooklynensis, ab 1954 von Evamaria Sperber am Brooklyn Botanical Garden erzielt.
- Magnolia campbellii × Magnolia liliiflora, von Felix Jury aus Neuseeland wurden in den 1990er Jahren mit dieser Kombination eine Reihe von Hybriden erzielt.
- Magnolia denudata × Magnolia liliiflora = Magnolia × soulangeana, die bekannte Tulpen-Magnolie.
- Magnolia stellata × Magnolia liliiflora, am U.S. National Arboretum wurden von Francis deVos und William Korsar etliche Sorten als Resultat dieser Kreuzung erzielt.
- Magnolia liliiflora × Magnolia sprengeri, ebenfalls von William Korsar gibt es aus dieser Kreuzung einige Sorten.
- Magnolia liliiflora × (Magnolia × veitchii), die sogenannten „Gresham-Hybriden“, von D. Todd Gresham ab 1955 erzielt. Über Magnolia × veitchii, eine Kreuzung aus Magnolia denudata und Magnolia campbellii, sollten die Blütenfarbe und -größe von Magnolia campbellii mit Frosthärte und Blüten an jungen Pflanzen kombinieren.

## Systematik und botanische Geschichte
Innerhalb der Gattung Magnolia wird die Purpur-Magnolie in die Untergattung Yulania, dort in die Sektion und Subsektion Yulania eingeordnet. Verwandte Arten sind beispielsweise Magnolia campbellii, Magnolia dawsoniana oder Magnolia sargentiana. In früheren Klassifikationen wurde eine nähere Verwandtschaft mit der nordamerikanischen Gurken-Magnolie vermutet.
Eine erste Beschreibung und Abbildung der Purpur-Magnolie wurde schon 1712 von Engelbert Kaempfer veröffentlicht und 1791 von Joseph Banks neu herausgegeben. Desrousseaux beschrieb dann die abgebildeten Pflanzen wissenschaftlich und wählte den Namen Magnolia liliiflora, die „lilienblütige Magnolie“. Allerdings hatte Banks bei der Herausgabe von Kaempfers Bildern deren Beschriftungen vertauscht, so dass Desrousseaux die Beschreibungen von Yulan-Magnolie und Purpur-Magnolie verwechselte. Ebenfalls nur anhand von Abbildungen beschrieb Pierre Joseph Buc’hoz 1779 diese beiden Magnolien, er hatte drei Jahre zuvor einen Bildband mit chinesischen Motiven herausgegeben. Er nannte die Yulan-Magnolie Lassonia quinquepeta. Im Gegensatz zu Kaempfers botanisch korrekten Abbildungen handelte es sich hierbei um „obviously Chinese impressionist art“ („offensichtlich chinesische impressionistische Kunst“). James E. Dandy transferierte diesen Namen 1934 in die Gattung Magnolia, also als Magnolia quinquepeta, ab 1950 dann aber nur noch als Synonym zu Magnolia liliiflora. Spongberg und andere Autoren verwendeten ab 1976 wieder quinquepeta, bis Meyer und McClintock 1987 die zahlreichen Fehler in Buc'hoz Bildern korrigierten und den heute verwendeten Namen Magnolia liliiflora, mit Kaempfers Abbildung als Typus, zur Verwendung vorschlugen.